# 全国スポーツ少年団軟式野球交流大会
エンジョイ！軟式野球フェスティバルは、日本スポーツ協会日本スポーツ少年団および全日本軟式野球連盟などが主催する少年軟式野球の全国大会。2020年は岩手・21年は沖縄で開催予定だったが、新型コロナウイルス感染症の影響で中止。2023年千葉大会は夕刻開催試合時間等を短縮実施となった。2024年までは全国スポーツ少年団軟式野球交流大会として開催されていた。
全国のスポーツ少年団に所属する約6900チームの中から、地区予選・ブロック予選を勝ち抜いた15チームと、地元代表1チームを加えた16チームがA・Bトーナメントに分かれる。
1979年国際児童年を記念してスタート。2006年の第28回大会から2015年までは札幌固定開催となったのを機に、読売新聞社（当時の読売新聞グループ本社社長内山斉が札幌出身）も主催に加わった。

## 概要
- 主催
  - 日本スポーツ協会日本スポーツ少年団
  - 全日本軟式野球連盟
- 後援
  - スポーツ庁

### 参加チーム
- 北海道(1)・東北(2)・関東(2) ・北信越(1)・東海(2)・近畿(2)・中国(2) ・四国(1)・九州(2) ・開催地(1)
- 参加チームは高円宮杯全日本学童大会への出場申込みをしていないことが条件となっている。
- チーム構成は指導者2名、選手14人（小学生4年～6年生）

## 歴代優勝チーム
- 1979年度　九度山五・五少年団（和歌山）
- 1980年度　宇部新川クラブ少年団（山口）
- 1981年度　横川東少年団（栃木）
- 1982年度　リトル朝日レンジャーズ少年団（埼玉）
- 1983年度　旭南野球少年団（秋田）
- 1984年度　春日少年団（熊本）
- 1985年度　大和沢少年団（青森）
- 1986年度　宮崎球友少年団（宮崎）
- 1987年度　亀川野球少年団（大分）
- 1988年度　北難波野球少年団（兵庫）
- 1989年度　豊橋中央軟式野球少年団（愛知）
- 1990年度　豊橋中央軟式野球少年団（愛知）
- 1991年度　常磐軟式野球少年団（福島）
- 1992年度　大有野球少年団（北海道）
- 1993年度　常磐軟式野球少年団（福島）
- 1994年度　東陽少年団（千葉）
- 1995年度　小名浜少年野球教室少年団（福島）
- 1996年度　小名浜少年野球教室少年団（福島）
- 1997年度　竹永野球少年団（三重）
- 1998年度　豊橋中央少年団（愛知）
- 1999年度　益子西クラブ少年団（栃木）
- 2000年度　滑石少年野球クラブ少年団（熊本）
- 2001年度　芦屋メッツ少年団（福岡）
- 2002年度　元江別アニマルズ少年団（北海道）
- 2003年度　河合町少年団（奈良）
- 2004年度　小名浜少年野球教室少年団（福島）
- 2005年度　渋野少年野球クラブ少年団（徳島）
- 2006年度　大和高田市（奈良）
- 2007年度　常磐軟式野球（福島）
- 2008年度　河合町（奈良）
- 2009年度　吉富少年野球クラブ少年団（福岡県）
- 2010年度　小野幌ライオンズ（北海道）
- 2011年度　鴻ノ巣少年野球クラブ（長崎）
- 2012年度　JBC玉城（三重）
- 2013年度　広畑コンドルズ（兵庫）
- 2014年度 別府鶴見小マリンズスポーツ少年団(大分)
- 2015年度  新家スターズスポーツ少年団(大阪)
- 2016年度　多賀少年野球クラブ（滋賀）
- 2017年度  千代ウィングスポーツ少年団(福岡)
- 2018 竜王野球スポーツ少年団（滋賀）
- 2019年度  新家スターズスポーツ少年団(大阪)
- 2022年度　優勝預かり（尼崎市成徳イーグルス・天理市）
- 2023年度　同上
- 2024 長曽根ストロングス
- 2025年度　Aトーナメント優勝預かり（西大寺、平川）Bトーナメント大崎ジュニアドラゴン